# مرتیزر ویلیامز
مرتیزر ویلیامز (انگلیسی: Meritzer Williams؛ زادهٔ ۱ ژانویهٔ ۱۹۸۹ در چارلستون) ورزشکار دو و میدانی زن اهل سنت کیتس و نویس است که در مسابقات قهرمانی دو و میدانی جوانان جهان و اتحادیه تجارت آزاد کارائیب در مجموع برندهٔ ۳ مدال نقره شده‌است.

## دستاوردها
| سال                            | مسابقه                                  | محل برگزاری                          | مقام                           | رویداد                         | توضیحات                        |
| به نمایندگی از سنت کیتس و نویس | به نمایندگی از سنت کیتس و نویس          | به نمایندگی از سنت کیتس و نویس       | به نمایندگی از سنت کیتس و نویس | به نمایندگی از سنت کیتس و نویس | به نمایندگی از سنت کیتس و نویس |
| ------------------------------ | --------------------------------------- | ------------------------------------ | ------------------------------ | ------------------------------ | ------------------------------ |
| ۲۰۰۶                           | CARIFTA Games (U-20)                    | لزبیم، گوادلوپ                       | ۵ام (h)                        | ۲۰۰ متر                        | ۲۵٫۸۶ (0.5 m/s)                |
| ۲۰۰۶                           | CARIFTA Games (U-20)                    | لزبیم، گوادلوپ                       | ۵ام                            | ۴ × ۱۰۰ متر امدادی             | ۴۸٫۰۶                          |
| ۲۰۰۷                           | CARIFTA Games (U-20)                    | Providenciales, جزایر تورکس و کایکوس | ۵ام (h)                        | ۱۰۰متر                         | ۱۲٫۰۲ (1.0 m/s)                |
| ۲۰۰۸                           | CARIFTA Games (U-20)                    | باستر، سنت کیتس و نویس               | ۲ام                            | ۱۰۰متر                         | ۱۱٫۴۱ w (2.5 m/s)              |
| ۲۰۰۸                           | CARIFTA Games (U-20)                    | باستر، سنت کیتس و نویس               | 2ام                            | ۲۰۰متر                         | ۲۳٫۱۱ (1.4 m/s)                |
| ۲۰۰۸                           | CARIFTA Games (U-20)                    | باستر، سنت کیتس و نویس               | ۴ام                            | ۴ × ۱۰۰ متر امدادی             | ۴۵٫۹۹                          |
| ۲۰۰۸                           | مسابقات قهرمانی نوجوانان جهان           | بیدگوشچ، لهستان                      | ۷ام                            | ۱۰۰متر                         | ۱۱٫۸۲ (−0.6 m/s)               |
| ۲۰۰۸                           | مسابقات قهرمانی نوجوانان جهان           | بیدگوشچ، لهستان                      | 2ام                            | ۲۰۰متر                         | ۲۳٫۴۰ (−0.9 m/s)               |
| ۲۰۰۸                           | مسابقات قهرمانی نوجوانان جهان           | بیدگوشچ، لهستان                      | ۶ام                            | ۴ × ۱۰۰ متر امدادی             | ۴۵٫۱۰                          |
| ۲۰۰۹                           | مسابقات قهرمانی آمریکای مرکزی و کارائیب | هاوانا، کوبا                         | ۱ام                            | ۴ × ۱۰۰ متر امدادی             | 43.53 NR                       |